# Begnins
Begnins (toponimo francese) è un comune svizzero di 1 884 abitanti del Canton Vaud, nel distretto di Nyon.

## Monumenti e luoghi d'interesse

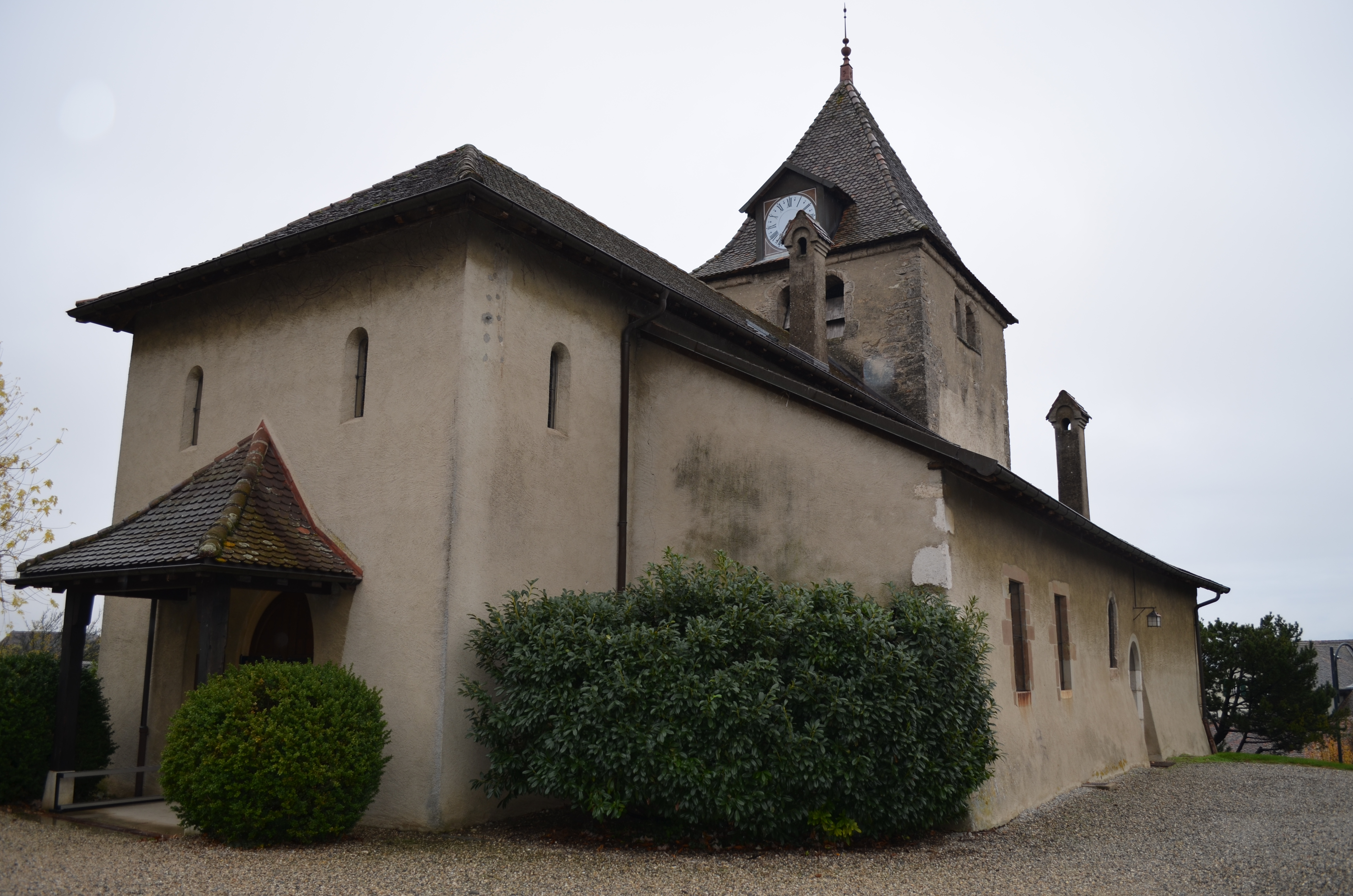
La chiesa di Nostra Signora

- Chiesa riformata di Nostra Signora, attestata dal XIII secolo[1];
- Castello di Martheray[1];
- Castello di Cottens[senza fonte];
- Castello di Menthon ou Rochefort[senza fonte].

## Società

### Evoluzione demografica
L'evoluzione demografica è riportata nella seguente tabella:
Abitanti censiti

## Amministrazione
Ogni famiglia originaria del luogo fa parte del cosiddetto comune patriziale e ha la responsabilità della manutenzione di ogni bene ricadente all'interno dei confini del comune.